# Haloperidol
{{Infocaseta Medicament
|nume=Haloperidol
|imagine=Haloperidol.svg
|caption=Formula structurală
|altedenumiri=Haloperidolum
|formulă=C21H23CIFNO2
|CAS=52-86-8
|aparență=pulbere albă
|stare_agregare=solidă
|masa/mol=375,86 g/mol{{|-1}}
|densitate= 
|pcttopire=151,5 °C
|pctfierbere=
|presiunevapori=
|solubil= în  14 mg·l−1 apă (25 °C)
|EUclasif=Medicament
|imagehazard=
}}
Haloperidol este un neuroleptic major, încadrat în grupa derivaților butirofenonici. Are proprietăți antipsihotice și antiemetice și, de asemenea, reduce agitația psihomotorie.

## Indicații terapeutice
Haloperidol este folosit în tulburări însoțite de agitație psihomotorie: manie, demență, oligofrenie, psihopatie, schizofrenie acută și cronică, alcoolism. Halucinații în schizofrenia acută și cronică, paranoia și confuzie acută. Coree Huntington, sindrom Gille de la Tourette. 
Indicații pentru picături: agitație senilă, agresivitate, vagabondaj, bâlbâială, vărsături și sughit; tulburări de comportament și de caracter, la copii; în asociere cu analgetice majore, în tratamentul durerii cronice. Injectarea se recomandă în cazuri acute (agitație psihomotorie acută) sau dacă administrarea orală nu se poate efectua (neliniște în intoxicația alcoolică acută, fază de agitație din delirium tremens, agitație psihotică acută etc.).

## Contraindicații
- Hipersensibilitate la preparat, stare comatoasă, tulburări neurologice însoțite de simptome piramidale sau extrapiramidale, depresii provocate de alcool sau de medicamente depresive. Leziuni ale ganglionilor bazali.

- Contraindicații relative: Sarcina sau alaptarea.

- Preparatul injectabil nu poate fi administrat sub varsta de 10 ani.

## Mod de administrare
Medicamentul se administrează individual. 
Pentru a determina doza inițială, se ține cont de vârsta pacientului, severitatea bolii, răspunsul particular la alte medicamente antipsihotice. 
La pacienții vârstnici sau cu stare generală alterată, este necesară reducerea dozei. La copii, se administrează exclusiv picături de Haloperidol. 
- Adulți: doza inițială, în faza acută, este de 2,25 până la 18 mg pe zi (1/2-4 tablete, de 3 ori pe zi sau 7-60 picături, de 3 ori pe zi). Dacă administrarea, ca antipsihotic general, se poate face în doze mari, în agitatia psihomotorie este necesară, în general, reducerea dozei.

- Copii: (exclusiv în tratamentul psihozei): doza inițială se stabilește în funcție de vârstă: între 3-5 ani: câte 2 picături de 2 ori pe zi (dimineața și seara); între 5-15 ani: cate 5 picături, de 2 ori pe zi (dimineața si seara). Doza alternativă pentru copii: 0,1 mg/3 kg, de 3 ori pe zi. Pentru obținerea efectului terapeutic dorit, este necesară creșterea gradată a dozei inițiale, apoi reducerea gradată a dozei până la cea mai mică doză de întreținere eficientă. Ca antipsihotic în bolile cronice, se pot administra 1-3 mg per os, de 3 ori pe zi, fără a depași 10-20 mg, de 3 ori pe zi. In agitația psihomotorie, se administrează 0,5-1 mg per os, de 3 ori pe zi, fără a depăși 2-3 mg, de 3 ori pe zi. Dacă nu se obține o îmbunătățire a rezultatelor, tratamentul nu va fi continuat mai mult de o lună.

Mod de administrare a preparatului injectabil: 
- Psihoza acută: 
  - Adulți: 5 -10 mg (1-2 fiole) i.v. sau i.m. Aceasta doză poate fi repetată la 30-60 minute, o dată sau de două ori, până la obținerea efectelor terapeutice. În general, doza maximă zilnică nu vă depăși 15 -40 mg (în cazuri excepționale, se poate merge până la 100 mg, zilnic). Dacă doza totală zilnică va fi aplicată într-o singură administrare, se va folosi perfuzia intravenoasă, cu durata de aproximativ 6 ore.
  - Copii peste 10 ani: 2,5 -5 mg (1/2-1 fiole) i.v. sau i.m., numai dacă este neaparat necesar.
- Alcoolism: În psihoză acută alcoolică, se recomandă 5 -10 mg (1-2 fiole) i.v. sau i.m. Dacă este necesar, doza poate fi repetată, dar nu va fi depașită doza maximă zilnică, de 15 -60 mg.
- În delirium tremens, pentru scăderea agitației, se recomandă 10 -20 mg (2-4 fiole) i.v. Dacă sunt necesare doze mai mari, se preferă administrarea în perfuzie i.v.

i.v. = intra venos

i.m. = intra muscular
1 ml de soluție pentru uz intern înseamnă 20 picături în care se vor regăsi 2 mg de haloperidol.

## Efecte secundare
Efecte secundare: 
- Administrarea acută (o data sau de doua ori) nu duce, de obicei, la apariția reacțiilor adverse. 
  - Reacții extrapiramidale: Simptomele apar în cursul tratamentului cronic: tremor, tensiune musculară, alte simptome parkinsoniene. Simptomele pot scădea în intensitate sau pot dispărea spontan, la reducerea dozelor sau la întreruperea, tranzitorie, a tratamentului. Uneori, pentru a avea controlul acestor simptome, este necesară utilizarea medicamentelor antiparkinsoniene. Medicamentele anticolinergice și antiparkinsoniene nu se administreaza de rutină, ci numai atunci când este absolut necesar, deoarece scad eficacitatea Haloperidolului.
  - Diskinezie tardivă: Ca și celelalte medicamente antipsihotice, Haloperidolul determină apariția diskineziei tardive[6], mai ales în tratamentul cronic, la pacienții vârstnici - în special femei - tratați cu doze mari. Sunt caracteristice mișcările involuntare ale limbii, feței, gurii sau obrajilor. Un semn precoce al diskineziei tardive este mișcarea fină, involuntară, a limbii. Dacă administrarea medicamentului se oprește la timp, nu va aparea întregul sindrom. In acest caz, va fi administrat un alt agent antipsihotic.
  - Sindromul neuroleptic malign: Ca și celelalte medicamente antipsihotice, Haloperidolul poate determina apariția sindromului neuroleptic malign. Este o reacție idiosincrazică a organismului, cu următoarele manifestări: hiperpirexie[7], rigiditate musculară, instabilitate autonomă, pierderi repetate ale constienței, comă sau creșteri ale nivelului plasmatic al CPK. Semne inițiale ca tahicardia[8], modificări ale presiunii sanguine, transpirație, pot precede apariția hiperpirexiei. În acest caz, se întrerupe imediat tratamentul și se administreaza antagoniști de dopamină (bromocriptină).
  - Alte reacții adverse asupra SNC: Oboseală, toropeală, depresie, somnolență, tulburări tranzitorii ale somnului, cefalee, confuzie, crize de grand mal la pacienții epileptici, simptome psihotice incluzând halucinațiile. Reacții adverse gastrointestinale: Poate aparea modificarea greutății corporale și, rar, greață, anorexie.
  - Tulburări endocrine: Ca antagonist de dopamină, poate crește nivelul seric al prolactinei, cu apariția de: galactoree, ginecomastie, oligo- sau amenoree. Foarte rar, s-a observat apariția hipoglicemiei sau scăderea secreției de ADH.
  - Efecte secundare cardiovasculare: Tahicardie, hipotensiune. În doze mari, poate predispune la apariția aritmiilor ventriculare.
  - Alte reacții adverse: Scăderea tranzitorie a numărului eritrocitelor, granulocitoză, trombocitopenie, tulburări funcționale hepatice, icter, tulburări de erecție sau ejaculare. Pot apărea reacții de hipersensibilitate ca: rash cutanat, urticarie sau anafilaxie. Ocazional, pot apărea: constipație, tulburări de micțiune, uscăciune a gurii, tulburări de vedere, edeme periferice, transpirație excesivă.
- La pacienții vârstnici, poate apărea atac de glaucom cu unghi închis. În cazurile de moarte subită sau neașteptată, care au fost raportate în cursul tratamentului cu antispastice (incluzând Haloperidolul), nu a fost demonstrată relația cauzală cu tratamentul aplicat.

## Interacțiuni medicamentoase
Haloperidolul poate potenta depresantele SNC, ca: alcool, sedative, hipnotice și analgezice majore, putând determina depresie respiratorie. Este necesar să se țină cont de acest lucru în stabilirea dozei pentru pacienții vârstnici. În combinație cu metildopa, poate duce la creșterea efectelor adverse asupra SNC. Poate reduce efectele antiparkinsoniene ale levodopa. Inhibă metabolismul antidepresivelor triciclice, crescând, astfel, nivelul lor plasmatic și toxicitatea. În cazul asocierii Haloperidolului cu tratamentul cronic cu carbamazepină, este posibilă scăderea nivelului plasmatic al Haloperidolului. De aceea, este necesară ajustarea dozei de Haloperidol, prin creșterea dozei, în timpul tratamentului cu carbamazepina și scăderea acesteia, la întreruperea tratamentului cu carbamazepina. In asociere cu litiu, a fost raportată apariția sindromului encefalopatic. În cazul apariției de simptome de neurotoxicitate, tratamentul va fi imediat întrerupt. Poate să scadă efectul anticoagulantelor orale. Administrarea de Haloperidol, în asociere cu anticoagulante orale sau întreruperea tratamentului cu Haloperidol necesită reajustarea dozelor de anticoagulant. Antagonizeaza efectele epinefrinei și ale altor simpatomimetice și scade efectul hipotensor al blocanților adrenergici centrali (guanetidina).

## Precauții
Sunt necesare precauții în caz de: boli hepatice, renale, cardiace, boala Parkinson, depresie, feocromocitom, tireotoxicoza, epilepsie, condiții care predispun la epilepsie sau convulsii (leziuni cerebrale, sevraj alcoolic). Dacă pacientul a fost tratat înainte cu neuroleptice sedative, este necesară întreruperea gradată a tratamentului. În timpul tratamentului cronic, este necesară monitorizarea numărului de celule sanguine și a testelor funcționale hepatice. Tiroxina poate crește toxicitatea Haloperidolului, de aceea tratamentul cu Haloperidol, la hipertiroidieni, va fi completat cu tratament antitiroidian. La pacienții cu depresie asociată cu psihoza, Haloperidolul poate fi asociat cu un antidepresiv. În cazul tratamentului cu Haloperidol asociat cu un antiparkinsonian, medicamentul antiparkinsonian va fi administrat și după întreruperea tratamentului cu Haloperidol și va fi scăzut, gradat (antiparkinsonianul este excretat mai rapid decât Haloperidolul), pentru prevenirea agravîrii simptomelor extrapiramidale. În prima fază de administrare - pentru un timp determinat individual - va fi interzisă conducerea autoturismelor sau efectuarea altor activități periculoase, apoi restricția va fi stabilită individual. Este interzis consumul de băuturi alcoolice, în timpul tratamentului cu Haloperidol.

## Supradozare
În cazul supradozării, de obicei apar: reacții severe extrapiramidale, hipotensiune și sedare. Simptomele extrapiramidale se manifestă prin rigiditate musculară, tremor localizat sau generalizat. Poate apărea, de asemenea, hipertensiune arterială. În cazuri extreme, pot apărea: stare comatoasă și depresie respiratorie, asociate cu hipotensiune, până la apariția stării de șoc. Pot apărea, de asemenea, aritmii ventriculare, însoțite de sindrom de QT prelungit. Alcoolul potențează reacția cauzată de haloperidol, de aceea în timpul tratamentului este interzis consumul de alcool. 

### Tratament
Nu există un antidot specific. După lavajul gastric și provocarea de vărsături, se recomandă administrarea de cărbune activat (cu excepția pacienților narcotizați ori cu stare comatoasă sau spastică). Tractul respirator al pacienților comatoși va fi păstrat liber, prin respirator orofaringeal sau tubaj endotraheal. În cazul depresiei respiratorii, va fi necesară respirația artificială. În caz de hipotensiune arterială și insuficiență circulatorie, se administrează, intravenos, plasmă sau concentrat de albumiăa și norepinefrina vasopresoare (va fi evitată administrarea de epinefrina). Pentru reducerea simptomelor extrapiramidale, se administrează, parenteral, agenți antiparkinsonieni (de ex. mesilat de benzatropină 1 - 2 ml, i.m. sau i.v.). Este necesară verificarea EKG, până la obținerea de trasee normale. Aritmia severă va fi tratată cu agenți antiaritmici.

### ATENȚIE!
Informațiile prezentate mai sus NU trebuie înlocuite cu vizita la medicul specialist care este singur în drept să emită diagnostice și să aplice tratamente pacienților cu diferite boli.